# Nuoto ai campionati mondiali di nuoto 2019 - 400 metri misti maschili
La gara di nuoto dei 400 metri misti maschili dei campionati mondiali di nuoto 2019 è stata disputata il 28 luglio presso il Nambu International Aquatics Centre di Gwangju. Vi hanno preso parte 41 atleti provenienti da 38 nazioni.

## Podio
| Posizione | Atleta          | Nazionalità   |
| --------- | --------------- | ------------- |
| Oro       | Daiya Seto      | Giappone      |
| Argento   | Jay Litherland  | Stati Uniti   |
| Bronzo    | Lewis Clareburt | Nuova Zelanda |

## Programma
| Data           | Ora (UTC+9) | Turno    |
| -------------- | ----------- | -------- |
| 28 luglio 2019 | 10:00       | Batterie |
| 28 luglio 2019 | 21:01       | Finale   |

## Record
Prima della manifestazione il record del mondo e il record dei campionati erano i seguenti.
| Record mondiale       | 4'03"84 | Michael Phelps Stati Uniti | 10 agosto 2008 Pechino, Cina      |
| Record dei campionati | 4'05"90 | Chase Kalisz Stati Uniti   | 30 luglio 2017 Budapest, Ungheria |

## Risultati

### Batterie[2]
| Pos. | Batteria | Corsia | Atleta               | Nazionalità   | Tempo   | Note |
| ---- | -------- | ------ | -------------------- | ------------- | ------- | ---- |
| 1    | 4        | 4      | Daiya Seto           | Giappone      | 4'12"27 | Q    |
| 2    | 5        | 8      | Arjan Knipping       | Paesi Bassi   | 4'13"46 | Q    |
| 3    | 5        | 5      | Jay Litherland       | Stati Uniti   | 4'13"78 | Q    |
| 4    | 5        | 3      | Max Litchfield       | Gran Bretagna | 4'14"35 | Q    |
| 5    | 4        | 7      | Lewis Clareburt      | Nuova Zelanda | 4'14"56 | Q    |
| 6    | 5        | 6      | Maksym Shemberev     | Azerbaigian   | 4'14"62 | Q    |
| 7    | 4        | 2      | Joan Lluís Pons      | Spagna        | 4'15"14 | Q    |
| 8    | 5        | 7      | Philip Heintz        | Germania      | 4'15"24 | Q r  |
| 9    | 4        | 3      | Péter Bernek         | Ungheria      | 4'15"49 | Q    |
| 10   | 5        | 4      | Chase Kalisz         | Stati Uniti   | 4'15"62 |      |
| 11   | 4        | 6      | Brandonn Almeida     | Brasile       | 4'15"92 |      |
| 12   | 5        | 1      | Thomas Fraser-Holmes | Australia     | 4'16"93 |      |
| 13   | 4        | 5      | Dávid Verrasztó      | Ungheria      | 4'16"95 |      |
| 14   | 5        | 0      | João Vital           | Portogallo    | 4'17"18 |      |
| 15   | 3        | 3      | Tristan Cote         | Canada        | 4'17"22 |      |
| 16   | 5        | 9      | Dawid Szwedzki       | Polonia       | 4'17"48 |      |
| 17   | 3        | 4      | Tomas Peribonio      | Ecuador       | 4'17"83 |      |
| 18   | 3        | 2      | Jarod Arroyo         | Porto Rico    | 4'18"94 |      |
| 19   | 3        | 5      | Ayrton Sweeney       | Sudafrica     | 4'20"32 |      |
| 20   | 4        | 8      | Wang Hsing-hao       | Taipei cinese | 4'21"65 |      |
| 21   | 3        | 6      | Kim Min-suk          | Corea del Sud | 4'22"06 |      |
| 22   | 3        | 7      | Christoph Meier      | Liechtenstein | 4'22"56 |      |
| 23   | 5        | 2      | Wang Shun            | Cina          | 4'23"23 |      |
| 24   | 2        | 5      | Denys Kesil          | Ucraina       | 4'24"99 |      |
| 25   | 3        | 8      | Trần Hưng Nguyễn     | Vietnam       | 4'25"49 |      |
| 26   | 2        | 4      | Aflah Prawira        | Indonesia     | 4'26"49 |      |
| 27   | 3        | 0      | Svetlozar Nikolov    | Bulgaria      | 4'26"88 |      |
| 28   | 3        | 1      | Raphaël Stacchiotti  | Lussemburgo   | 4'27"80 |      |
| 29   | 2        | 6      | Erick Gordillo       | Guatemala     | 4'28"57 |      |
| 30   | 3        | 9      | Jaouad Syoud         | Algeria       | 4'28"65 |      |
| 31   | 2        | 2      | Pang Sheng Jun       | Singapore     | 4'28"93 |      |
| 32   | 2        | 7      | Brandon Schuster     | Samoa         | 4'29"84 |      |
| 33   | 2        | 3      | Ahmed Hamdy          | Egitto        | 4'30"17 |      |
| 34   | 4        | 9      | Wang Yizhe           | Cina          | 4'31"14 |      |
| 35   | 2        | 8      | Alvi Hjelm           | Fær Øer       | 4'33"28 |      |
| 36   | 1        | 3      | Gustavo Gutiérrez    | Perù          | 4'33"87 |      |
| 37   | 1        | 4      | Faang Der Tiaa       | Malaysia      | 4'33"88 |      |
| 38   | 2        | 1      | Munzer Kabbara       | Libano        | 4'35"58 |      |
| 39   | 1        | 5      | Simon Bachmann       | Seychelles    | 4'41"42 |      |
|      | 4        | 0      | Richard Nagy         | Slovacchia    | dq      |      |
|      | 4        | 1      | Patrick Stäber       | Austria       | dq      |      |

### Finale[3]
| Pos. | Corsia | Atleta           | Nazionalità   | Tempo   | Note             |
| ---- | ------ | ---------------- | ------------- | ------- | ---------------- |
|      | 4      | Daiya Seto       | Giappone      | 4'08"95 |                  |
|      | 3      | Jay Litherland   | Stati Uniti   | 4'09"22 |                  |
|      | 2      | Lewis Clareburt  | Nuova Zelanda | 4'12"07 |                  |
| 4    | 1      | Joan Lluís Pons  | Spagna        | 4'13"30 | Record nazionale |
| 5    | 8      | Péter Bernek     | Ungheria      | 4'13"83 |                  |
| 6    | 7      | Maksym Shemberev | Azerbaigian   | 4'14"10 |                  |
| 7    | 6      | Max Litchfield   | Regno Unito   | 4'14"75 |                  |
| 8    | 5      | Arjan Knipping   | Paesi Bassi   | 4'17"06 |                  |